# Senna Comasco
Senna Comasco (Senna in dialetto brianzolo, AFI: /ˈsɛna/) è un comune italiano di 3 157 abitanti della provincia di Como in Lombardia. Ha una superficie territoriale di 2,79 km² con un'altimetria che varia dai 296 m s.l.m. ai 375 m s.l.m.

## Storia
Tradizionalmente Senna Comasco era uno di quei comuni al confine tra il Milanese e il Comasco che si trovava amministrativamente sotto il contado di Como (nella parte inferiore della Pieve di Zezio, entro cui è attestata nel 1652 la terra come “Cassina del Sena”). Per un breve periodo, fu tuttavia un libero comune.
Religiosamente, Senna è sempre stata una parte dell'arcidiocesi di Milano e, dunque, di rito ambrosiano. Tuttavia, la frazione di Bassone sotto il profilo religioso appartiene alla parrocchia comasca di Albate ed è dunque di rito romano.
Nel XVII secolo, i principali proprietari terrieri di Senna erano le benedettine di Santa Maria a Cantù e le famiglie Olginati, Turconi e Pellegrini.
Da un punto di vista amministrativo, tanto la frazione di Bassone quanto quella di Navedano sono attestate nel territorio di Senna già dal 1751.
Un decreto napoleonico del 1807 sancì l'aggregazione di Senna al comune di Cantù. In seguito alla caduta di Napoleone, la costituzione del Regno lombardo-veneto comportò, da parte degli austro-ungarici, la ricostituzione del comune di "Senna con Navedano e Bassone".
A partire dal 1863 la denominazione comunale di "Senna" vide l'aggiunta dell'aggettivo "Comasco".

### Simboli
Lo stemma comunale e il gonfalone sono stati concessi con decreto del presidente della Repubblica del 23 febbraio 1952.
Il gonfalone è un drappo partito di rosso e di bianco.

## Monumenti e luoghi d'interesse

### Architetture religiose

#### Nuova chiesa parrocchiale di Santa Maria Assunta
La chiesa parrocchiale fu costruita all'inizio degli anni '90 del Novecento grazie al piano diocesano per le nuove chiese ed è dedicata a S. Maria Assunta. Fino ad allora, era alle dipendenze della parrocchia di Intimiano.

#### Santuario di Santa Maria Assunta

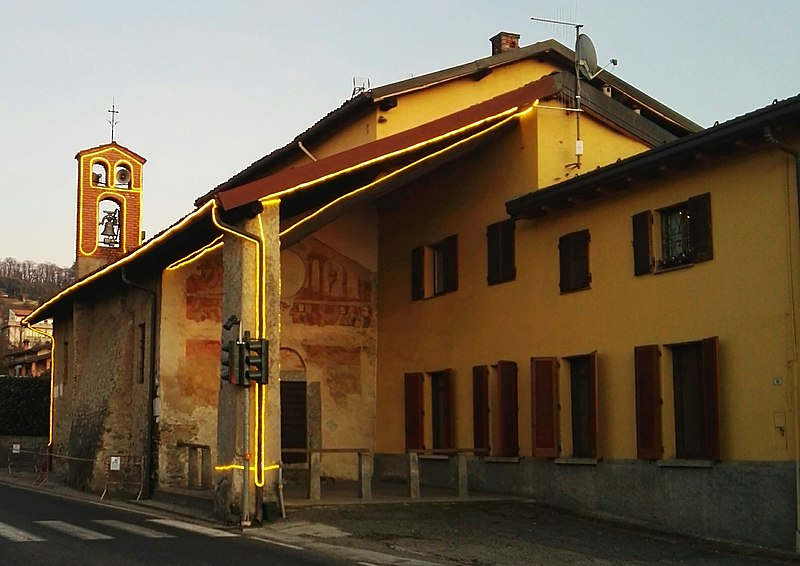
Santuario di S. Maria Assunta

Ben più antico è il cosiddetto santuario di Santa Maria Assunta, un piccolo Oratorio appartenente alle monache Benedettine del Monastero di Santa Maria di Cantù già documentato a partire dal XIII secolo e che comprendeva un altare dedicato a San Michele (santo a cui i longobardi erano particolarmente devoti). La chiesa si presenta oggi come un piccolo edificio a pianta rettangolare introdotto da un porticato di origine medievale, con annesso un edificio rurale di costruzione più recente. La chiesa è inoltre dotata di un campanile a vela in mattoni, con una sola campana.
La facciata ospita una serie di affreschi recentemente restaurati in modo conservativo: nella parte superiore è riportata una rappresentazione dell'Annunciazione, anteriore al XVI secolo; il registro inferiore presenta invece una rappresentazione de L’ultima cena, nella quale Giuda è collocato di fronte a Gesù, sul lato opposto del tavolo, mentre sulla lunetta del portale si trova un’immagine a mezzo busto del Gesù morto e, ai lati, figure di santi.
All’interno del santuario, l'altare maggiore presenta una pala lignea del XV secolo, attribuita alla bottega dei fratelli Di Donato, originari di Montorfano e attivi specialmente in Valtellina. La cornice della pala richiama invece lo stile di Giacomo Del Maino, che nello stesso periodo operò nella fabbrica del Duomo di Como. Al centro della pala è raffigurata l’Assunzione della Madonna circondata da fedeli e Apostoli, mentre ai lati le immagini di San Domenico, Sant’Antonio abate, San Giovanni Battista e di una figura di santa non identificata, con a lato la colomba dello Spirito Santo. Sulle pareti interne della chiesa sono riportati cicli di affreschi risalenti a epoche diverse: sulla parete destra, un'adorazione dei magi, risalente al XVI secolo, su cui è stata in seguito sovrapposta un’immagine della Madonna della Misericordia; sulla parete sinistra, una Madonna del Latte, sovrapposta a una superficie già ricoperta da precedenti affreschi emersi dalla rimozione di uno strato di pittura, i quali sembrano i più antichi dell’edificio; infine, nel registro inferiore della parete, sono riportate una figura con una bilancia e una spada sguainata - chiaro riferimento a San Michele - e una serie personaggi nudi avvinghiati a figure di colore scuro su un fondo con tracce rossastre, a rappresentare una scena di dannazione infernale.

#### Oratorio di Sant'Antonio da Padova
Nel cuore della frazione di Navedano si trova l'oratorio dedicato a Sant'Antonio da Padova, la cui esistenza è documentata già alla fine del XVII secolo. Un documento depositato presso l’archivio parrocchiale di Cucciago datato 2 marzo 1688 testimonia infatti la volontà di un certo Cristoforo Castiglioni di far celebrare delle Sante Messe in suo suffragio presso l’Oratorio di Navedano, facendo ricadere sui suoi eredi l’onere delle suddette Sante Messe. Di lì a poco, gli atti di una visita vescovile alla Pieve di Cantù riportano che: “Esiste un Oratorio dedicato a S. Antonio di Padova nell'abitato di Navedano. È lungo braccia 18, largo braccia 12 e alto braccia 15. Vi è l'obbligo di celebrare due S. Messe settimanali secondo il testamento del Sig. Cristoforo Castiglioni”. Nel rapporto di un’altra visita pastorale del 1707 si legge che “Data la lontananza dall’abitato (di Cucciago) si permette la celebrazione della Messa festiva nel periodo invernale da dicembre fino ad aprile e l’insegnamento del catechismo”. La forma attuale dell'oratorio è già testimoniata in una descrizione riportata negli atti di una visita pastorale del 1764: ”All'Oratorio di S. Antonio si accede dalla via pubblica per due gradini di pietra. Il pavimento è in laterizio (cotto). Le pareti sono intonacate e imbiancate, ornate da diversi quadri con sacre immagini. I vasi per contenere l'acqua santa sono di pietra solida, ai lati della porta, inseriti nel muro. L'ingresso dell'abside è delimitato da balaustre di legno. L'altare è in muratura, rivestito di tavole di legno e addossato alla parete absidale. Sopra il tabernacolo, sul muro, è posto un quadro raffigurante la Madonna con il Bambino, S. Giovanni Battista, S. Antonio e Santa Maria Maddalena. La campana è su due pilastrini sopra il tetto, verso l'abside”.

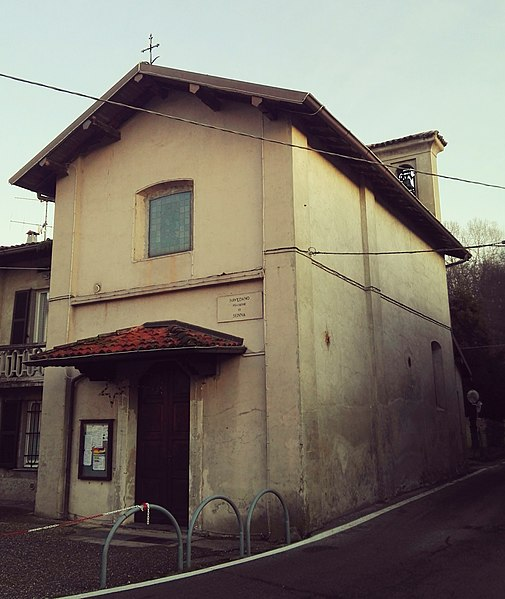
Chiesa di S. Antonio da Padova

### Aree naturali
All'interno del Comune si contano 5 aree verdi.
- Oasi del Bassone-Torbiera di Albate

## Società

### Evoluzione demografica
Demografia pre-unitaria
- 1751: 138 abitanti (di cui 20 al Bassone)[5]
- 1771: 290 abitanti (di cui 290 a Senna, 124 a Navedano e 36 al Bassone)[14]
- 1805: 326 abitanti[6]
- 1809: 374 abitanti[6]
- 1853: 485 abitanti[7]

#### Demografia post-unitaria
Abitanti censiti

### Religione
La parrocchia cattolica di Santa Maria Assunta di Senna Comasco, che rappresenta la più recente del decanato di Cantù, fu eretta il 15 luglio 1986, con decreto dell'arcivescovo Carlo Maria Martini, dall'unione di due chiese suffraganee delle parrocchie di Intimiano (Senna) e Cucciago (Navedano). Dal 2011 la parrocchia di Senna Comasco e quella di Cucciago formano un'unità pastorale.